# Bastenhaus
Bastenhaus ist ein Weiler, der zur im rheinland-pfälzischen Donnersbergkreis liegenden Gemeinde Dannenfels gehört. Der Name geht auf einen Köhler namens Sebastian („Bastian“) Fischer zurück, der sich im 17. Jahrhundert dort niedergelassen hatte.

## Geographische Lage
Bastenhaus liegt innerhalb des Nordpfälzer Berglandes im Naturraum Donnersbergmassiv. Es befindet sich 2,1 km nordwestlich des Kernorts von Dannenfels und 2,4 km ostnordöstlich des Rockenhausener Ortsteils Marienthal – im Sattel zwischen dem Donnersberg (686,5 m) im Süden und dem Eichelberg (ca. 500 m) im Nordnordwesten auf etwa 460 m ü. NHN.
Östlich von Bastenhaus fließt der kleine Eschbach, dessen Wasser durch den Mordkammertalbach (Mordkammerbach) den Appelbach erreicht, und westlich der kleine Königsbach, dessen Wasser durch den Gerbach (Dörrbach) zur Pfrimm strebt; beide Bäche entspringen auf dem Nordhang des Donnersbergs.

## Infrastruktur
Unmittelbar südwestlich von Bastenhaus liegt die Kreuzung der von Dannenfels kommenden Landesstraße 394 mit der aus Richtung Kirchheimbolanden im Nordosten heran führenden und nach Marienthal verlaufenden L 386 und der Kreisstraße 82, die nach Südsüdosten auf das Hochplateau des Donnersbergs führt. Neben der auf 459,3 m Höhe liegenden Kreuzung steht das Hotel-Restaurant Bastenhaus. Der Ort hat eine Haltestelle einer Wanderbuslinie, deren Busse zu diesem Bergplateau fahren.

## Tourismus
Der Prädikatswanderweg Pfälzer Höhenweg passiert den Ort.